# Elizabeth Garrett Anderson
Elizabeth Garrett Anderson (Aldeburgh, Suffolk; 9 de junio de 1836-Aldeburgh, 17 de diciembre de 1917) fue una doctora y sufragista británica.
Se le denegó la admisión a las escuelas de medicina, estudiando por su cuenta con galenos y en hospitales de Londres, convirtiéndose en la primera mujer de Gran Bretaña en ser licenciada como médico en 1865.
Designada como asistente general del Dispensario de Santa María en 1866, creó una facultad médica para mujeres. En 1918 la clínica tomó su nombre quedando renombrada como el Nuevo Hospital para Mujeres. Fue la cofundadora del primer hospital atendido por mujeres, la primera decana de una escuela de medicina británica, la primera mujer en Gran Bretaña en ser elegida miembro de un consejo escolar y, como alcaldesa de Aldeburgh, la primera alcaldesa de Gran Bretaña.
Su hija, Louisa Garrett Anderson, una conocida suffragette, también fue una médica destacada.

## Biografía
Elizabeth Garret nació el 9 de junio de 1836 en Whitechapel, Londres, y fue la segunda de los once hijos de Newson Garret (1812-1893), y su esposa Louisa (de soltera, Dunnell; 1813-1903).
Los antepasados de Garret fueron herreros asentados en el este de Suffolk desde principios del siglo XVII. Newson era el más joven de tres hermanos y no tuvo inclinaciones académicas, aunque poseía un espíritu emprendedor. Al terminar la escuela, la ciudad de Leiston tenía muy poco que ofrecerle al pequeño Newson, así que viajó a Londres para buscar fortuna. Allí, se enamoró de la cuñada de su hermano, Louisa Dunnell, hija de un posadero originario de Suffolk. Después de la boda, la pareja se mudó a la tienda de un prestamista en Commercial Road 1, Whitechapel. Los Garret tuvieron a sus primeros tres hijos en rápida sucesión: Louie, Elizabeth y su hermano Dunnell Newson, quien murió a los seis meses de edad. Mientras Louisa lamentaba la pérdida de su tercer hijo, no fue fácil criar a sus otras dos hijas en la ciudad de Londres de la época. Cuando Garret tenía 3 años, la familia se mudó a 142 Long Acre, donde vivió durante 2 años, mientras nacía otro hijo y su padre prosperaba en el mundo, convirtiéndose no solo en el encargado de una casa de empeños más grande sino también en platero. El abuelo de Garret, dueño de la fábrica de maquinaría de la familia, Richard Garrett & Sons, era un fabricante de maquinaria agrícola, motores de vapor y trolebuses que había fallecido en 1837, dejando su negocio al hijo mayor, el tío de Garret. A pesar de la falta de capital, Newson estaba empeñado en tener éxito en la vida y en 1841, a la edad de 29 años, se mudó con su familia a Suffolk, donde compró un negocio de comerciantes de cebada y carbón, construyendo Snape Maltings, una excelente variedad de edificios para maltear cebada. La empresa tuvo éxito y se convirtió en un próspero hombre de negocios.
Los Garretts vivieron en una casa cuadrada de estilo georgiano enfrente de la iglesia de Aldeburgh hasta 1852. El negocio de malteado de cebada de Newson se expandió y nacieron más hijos: Edmund (1840), Alice (1842), Agnes (1845), Millicent (1847), quien se convertiría en líder de la campaña constitucional por el sufragio femenino, Sam (1850), Josephine (1853) and George (1854). En 1850, Newson ya era un próspero hombre de negocios, lo que le permitió construir Alde House, una mansión en una colina detrás de Aldeburgh. Como "fruto de la revolución industrial", Garrett creció en una atmósfera de "vanguardia económica triunfante" y los hijos de Garrett iban a crecer para convertirse en triunfadores en las clases profesionales de la Inglaterra de finales de la época victoriana. A Elizabeth la animaron a que se interesara por la política local y, contrario a las prácticas de la época, se le permitió la libertad de explorar la ciudad con sus marismas, la playa y el pequeño puerto cercanos, que contaba con astilleros de constructores de barcos y galerías de fabricantes de velas.
Elizabeth y su hermana fueron educadas en casa por su madre y una institutriz de origen humilde. A los trece y quince años, ingresaron en una escuela para señoritas en Londres, dirigida por las tías del poeta Robert Browning. Más tarde recordó la estupidez de sus maestras, aunque despertaron su amor por la lectura. Deploraba sobre todo su ignorancia en ciencias y matemáticas. Aunque sociables, las hermanas eran conocidas por sus compañeras como "las Garrett que se bañan" porque su padre había insistido en que les permitieran un baño en agua caliente a la semana. Cuando salieron de la escuela en 1851, fueron enviadas a un breve viaje al extranjero que terminó en una memorable visita a la Gran Exposición en Hyde Park, Londres.
En 1854, durante unas visitas a sus amigas de la escuela, conoció a Emily Davies, pionera feminista y fundadora del Girton College en Cambridge, que se convirtió en su amiga y confidente para el resto de su vida. Leyó sobre Elizabeth Blackwell, que se había convertido en la primera doctora de Estados Unidos en 1849. Cuando Blackwell visitó Londres en 1859, Garrett viajó a la capital para conocerla y se unió a la Sociedad para la Promoción del Empleo en las Mujeres, que organizó las conferencias de Blackwell sobre "la Medicina como profesión para las damas". Al principio, Newson se opuso a la idea radical de su hija de practicar la medicina, pero luego la apoyó emocional y financieramente.
Después de una visita inicial infructuosa a los principales médicos londinenses, Garrett decidió pasar seis meses como enfermera en el Hospital Middlesex en agosto de 1860. Por su buen hacer, se le permitió atender clínicamente y tras su primera operación intentó sin éxito inscribirse en la Escuela de Medicina del hospital, aunque se le permitió asistir a clases de latín, griego y materia médica con el boticario del hospital, mientras seguía con su trabajo como enfermera. También contrató a un tutor para estudiar tres tardes por semana anatomía y fisiología. Finalmente se le permitió entrar en las clases de disección y química. Garrett se convirtió en una presencia no deseada por los estudiantes varones, que presentaron una queja en 1861 contra su admisión en las clases, a pesar del apoyo de la administración. Se vio obligada a abandonar el hospital, pero lo hizo con un certificado de honor en química y materia médica. Garrett trató de inscribirse en numerosas escuelas de medicina, todas las cuales la rechazaron.
Finalmente, en 1865 obtuvo la Licenciatura para ejercer la medicina, la primera mujer del Reino Unido en conseguirlo abiertamente (anteriormente la practicó James Barry, una mujer que se disfrazó de hombre y adoptó una identidad masculina para estudiar y ejercer la medicina, viviendo toda su vida adulta como varón). Como ningún hospital podía contratarla debido a su género, abrió su propia consulta.
En 1873 obtuvo la membresía de la Asociación Médica Británica. Trabajó constantemente en el desarrollo del nuevo Hospital de Mujeres londinense y la fundación en 1874 de la Escuela de Medicina para Mujeres de Londres, donde trabajó como decana. Fue una activa feminista.
En 1871 se casó con James George Skelton Anderson, fallecido en 1907, de la Oriental Steamship Company, copropiedad de su tío Arthur Anderson, aunque continuó ejerciendo como médica. Tuvieron tres hijos, Louisa (1873-1943) que fue también una importante médica pionera y sufragista, Margaret (1874-1875) muerta de meningitis, y Alan (1877-1952). Se mudaron a la mansión de los Garret tras la muerte de la madre de Elizabeth y allí su esposo murió de un derrame cerebral. Habían tenido un feliz matrimonio y ella dedicó luego su tiempo a la jardinería. 
El 9 de noviembre de 1908, fue elegida alcaldesa de Aldeburgh, la primera alcaldesa de la historia de Inglaterra. Su padre había sido alcalde en 1889. Murió en 1917 y fue enterrada en el cementerio de la iglesia de San Pedro y San Pablo de Aldeburgh.